# Sebrané spisy Jaroslava Foglara
Sebrané spisy Jaroslava Foglara je knižní edice nakladatelství Olympia, ve které knihy Jaroslava Foglara vycházely od roku 1991 do roku 2018.
Knihy většinou ilustroval Marko Čermák, občas jsou použity tradiční ilustrace.

## Seznam knih
1. Hoši od Bobří řeky, 1991 ISBN 80-7033-149-6 (také nakladatelství Blok, Brno ISBN 80-7029-026-9); 1993 ISBN 80-7033-218-2; 1995 ISBN 80-7033-218-2; 1997 ISBN 80-7033-448-7; 1999 ISBN 80-7033-582-3, dotisk 2003; 2005 ISBN 80-7033-925-X, dotisk 2008 ISBN 978-80-7033-925-1
2. Přístav volá, 1991 ISBN 80-7033-117-8; 1995 ISBN 80-7033-366-9; 2005 ISBN 80-7033-886-5
3. Když Duben přichází, 1991 ISBN 80-7033-106-2 (brožované vydání); 1995 ISBN 80-7033-367-7; 1999 ISBN 80-7033-581-5, dotisk 2002; 2007 ISBN 978-80-7376-024-3
4. Pod junáckou vlajkou, 1991 ISBN 80-7033-129-1; 1995 ISBN 80-7033-374-X; 1997 ISBN 80-7033-437-1; 1999 ISBN 80-7033-562-9, dotisk 2001; 2005 ISBN 80-7033-924-1 (od vydání z roku 1995 dál pod názvem Pod junáckou vlajkou: příběh Devadesátky)
5. Devadesátka pokračuje, 1991 ISBN 80-7033-144-5; 1995 ISBN 80-7033-378-2; 1998 ISBN 80-7033-501-7, dotisk 2000; 2005 ISBN 80-7033-888-1
6. Záhada hlavolamu 1992 ISBN 80-7033-160-7; 1994 ISBN 80-7033-160-7; 1997 ISBN 80-7033-493-2, dotisk 1999; 2003 ISBN 80-7033-779-6, dotisk 2005
7. Stínadla se bouří, 1992 ISBN 80-7033-162-3; 1995, ISBN 80-7033-372-3; 1999 ISBN 80-7033-604-8, dotisk 2001; 2005, ISBN 80-7033-869-5, dotisk 2008, ISBN 978-80-7033-869-8
8. Tajemství Velkého Vonta 1991 ISBN 80-7033-161-5; 1994 ISBN 80-7033-161-5; 1997 ISBN 80-7033-492-4; 1999 ISBN 80-7033-605-6, dotisk 2001; 2005 ISBN 80-7033-870-9, dotisk 2008 ISBN 978-80-7033-870-4
9. Strach nad Bobří řekou, 1993 ISBN 80-7033-255-7; 1995 ISBN 80-7033-353-7; 1999 ISBN 80-7033-583-1; 2006 ISBN 80-7033-975-6
10. Chata v Jezerní kotlině, 1993 ISBN 80-7033-200-X; 1996 ISBN 80-7033-428-2; 1998 ISBN 80-7033-511-4; 2005 ISBN 80-7033-887-3
11. Tábor smůly, 1994 ISBN 80-7033-315-4; 1996 ISBN 80-7033-419-3; 1998 ISBN 80-7033-521-1; 2007 ISBN 978-80-7376-026-7
12. Tajemná Řásnovka, 1994 ISBN 80-7033-301-4; 1997 ISBN 80-7033-429-0; 1999 ISBN 80-7033-585-8; 2006 ISBN 80-7033-937-3
13. Boj o první místo, 1995 ISBN 80-7033-348-0; 2004 ISBN 80-7033-827-X
14. Historie Svorné sedmy a Nováček Bubáček píše deník, 1997 ISBN 80-7033-462-2; 2007 ISBN 978-80-7376-023-6
15. Poklad Černého delfína, 1996 ISBN 80-7033-404-5; 1998 ISBN 80-7033-532-7; 2007 ISBN 978-80-7033-998-5
16. Kronika Ztracené stopy, 1997 ISBN 80-7033-453-3; 2007 ISBN 978-80-7376-025-0
17. Náš oddíl, 1996 ISBN 80-7033-416-9; 1998 ISBN 80-7033-526-2
18. Dobrodružství v Zemi nikoho, 1995 ISBN 80-7033-387-1; 1998 ISBN 80-7033-531-9; 2006 ISBN 80-7033-953-5
19. Modrá rokle, 1994 ISBN 80-7033-346-4; 1995 ISBN 80-7033-371-5; 2000 ISBN 80-7033-096-1; 2007 ISBN 978-80-7033-994-7
20. Jestřábe, vypravuj…, 1998 ISBN 80-7033-503-3
21. Život v poklusu, 1997 ISBN 80-7033-482-7; 2005 ISBN 80-7033-879-2
22. Kronika Hochů od Bobří řeky, I. díl: Skautský rok, 1995 ISBN 80-7033-393-6; 1996 ISBN 80-7033-393-6; 1999 ISBN 80-7033-552-1; 2005 ISBN 80-7033-904-7
23. Kronika Hochů od Bobří řeky, II. díl: Tábory ve Sluneční zátoce a na Zelené říčce, 1996 ISBN 80-7033-420-7; 1999 ISBN 80-7033-552-1; 2005 ISBN 80-7033-926-8
24. Z Bobří hráze, 1999 ISBN 80-7033-599-8; 2007 ISBN 978-80-7376-009-0
25. Hry Jaroslava Foglara, vybral a uspořádal Miloš Zapletal, 2000 ISBN 80-7033-680-3
26. Tábor Zelené příšery, 2007 ISBN 80-7033-946-2
27. Tábor ve Sluneční zátoce, 2007 ISBN 978-80-7376-020-5

Ve stejné grafické úpravě vyšla také kniha Václava Noska – Windyho Jestřábí perutě (1999, ISBN 80-7033-618-8).